# Koninklijke Nederlandse Voetbalbond
Koninklijke Nederlandse Voetbalbond är Nederländernas fotbollsförbund med säte i Zeist. Förbundet grundades den 8 december 1889 med uppgift att främja och administrera den organiserade fotbollen i Nederländerna, och att företräda den utanför landets gränser. Förbundet är anslutet till Fifa sedan 1904, och medlem av Uefa sedan 1954.